# Erinnerungen an Hans Albers
Erinnerungen an Hans Albers ist das 25. Studioalbum des österreichischen Schlagersängers Freddy Quinn, das 1971 im Musiklabel Polydor (Nummer 2371 206) erschien. Es konnte sich nicht in den deutschen Albumcharts platzieren. Singleauskopplungen wurden keine produziert.

## Titelliste
Das Album beinhaltet folgende zwölf Titel:
- Seite 1

1. Hoppla, jetzt komm’ ich! (im Original von Hans Albers, 1932[3])
2. Beim ersten Mal, da tut’s noch weh (im Original von Hilde Hildebrand, 1944[4])
3. Seemanns-Chor (In Hamburg an der Elbe, gleich hinter dem Ozean) (im Original als Wir haben die ganze Welt gesehn von Willy Engel-Berger und Walter Mehring geschrieben, 1920[5])
4. La Paloma (im Original vom spanisch-baskischen Komponisten Sebastián de Yradier (1809–1865)[6])
5. Kleine Möwe, flieg’ nach Helgoland (im Original von Herbert Ernst Groh, 1934[7])
6. Komm auf die Schaukel, Luise (im Original von Hans Albers, 1932[8])

- Seite 2

1. Kind, du brauchst nicht weinen (im Original von Hans Albers, 1931[9])
2. Ich kam aus Alabama (im Original als Oh! Susanna von Stephen Foster geschrieben, 1848[10])
3. In meinem Herzen, Schatz, da ist für viele Platz (im Original von Hans Albers, 1936[11])
4. Ganz da hinten, wo der Leuchtturm steht (im Original von Hans Albers, 1932[12])
5. Good Bye, Jonny (im Original als Good Bye Jonny, Good Bye Lilly von Hans Albers, 1939[13])
6. Auf der Reeperbahn nachts um halb eins (im Original von Walter Jankuhn, 1911[14])